# Stuhać
Stuhać é uma criatura mítica demoníaca na mitologia sérvia, registrada na Herzegovina. Embora seu nome seja semelhante a zduhać, não há semelhança real.
Stuhać vive em montanhas altas e em áreas estéreis; como ele aparenta não está descrito, entretanto é sabido que vestia mixórdias feitas de ligamentos humanos em suas pernas, para não escorregar nos precipícios da montanha. Se sua mixórdia rompesse, ele puxaria ligamentos das pernas de alguém para fazer uma nova.